# Hosszúpályi
Hosszúpályi est une ville et une commune du comitat de Hajdú-Bihar en Hongrie.